# Георгій Аґура
Георгій Аґура (болг. Георги Василев Агура; нар. 8 лютого 1853, Чушмелія (тепер — Болградський район, Одеська область), Буджак — пом. 10 лютого 1915, Софія) — болгарський військовик, генерал-лейтенант.

## Біографія

### Юні роки
Георгій Аґура народився 8 лютого 1853 у Бессарабії — селище Чушмелія (теперішнє Криничне Болградського району Одеської області) в родині священика. Отець Василь Ґаґура (Аґура), разом з іншими переселенцями приїхав до Бессарабської губернії, у село Чишма Варуіта. Теперішня адреса удинку родини — с. Криничне, вул. Мічуріна, 98.
Хлопчик закінчив чорити класи недільної школи, яку було засновано його батьком, згодом — Болградську гімназію. Подальший шлях був стежкою батька — закінчив Ізмаїльську семінарію, потім — Ясський інститут «Сокіл». Два роки був проповідником при кафедрі ізмаїльського єпископа. На початку 1877-го перейшов на цивільну службу й був призначений секретарем Черноводского окружного управління — до передачі Добруджі Румунії.

### Військовий шлях
У 1878 році приймає рішення про продовження освіти та обирає напрямок військової служби. У 1879 році закінчив перший курс військового училища у Софії. Зарахований до 1--ї піхотної дивізії. У 1879 році був ад'ютантом князя Дондукова-Корсакова, після чого — помічник князя Олександра Баттенберга. Продемонстрував відмінні якості, за що й був командирований у Санкт-Петербургу до Військово-юридичної академії, куди вступає 25 серпня 1880 року. Звання лейтенанта отримує 30 серпня 1882 року, а після отримання вищої військової освіти (1883 рік) повертається до Болгарії.
Після об'єднання Болгарії був начальником військової судової влади та головним військовим прокурором Болгарського князівства. Після відзиву російських офіцерів (у 1884 році) — призначений на посаду головного військогвого прокурора — першого, хто мав выщу юридичну освіту. Також працює слідчим, професор у військовому училищі. Звання капітана отримав 30 серпня 1885 року.
У Сербсько-болгарській війні 1885 року Георгій Аґура був командиром Княжево полку, якому було дано завдання зайняти й захистити Владайську ущелину та Бучинський прохід. Підійшовши до Цариброду, полк отримав команду взяти участь у визволенні міста. В одному з боїв під горою Руй був поранений в ногу.
Після війни повертається до служби у Військовій судовій канцелярії, брав участь у розробці проекту кримінального закону (прийнятий 1887 року залишаються дієвими й донині). Керував прийняттям нового дисциплінарного статуту у військових. Після війни, у період з 1886 по 1901 роки викладає право та етику у військовому училищі. Крім цього, Георгій Агура є автором агатьох законодавчих документів, статутів, підручників, інструкцій. Публікується у місцевій пресі із роз'ясненням законів, вихованням патріотизму.
1 квітня 1887 року отримав звання майора; 2 серпня 1891 — підполковника, а 2 серпня 1895 — полковника. Того ж року опублікував свою книгу «Порівняльне критичне дослідження». У 1900 році полковник Аґура написав текст національного гімну, щоб замінити пісню «Шуми Марица». Незважаючи на тиск з боку Фердинанда І новий гімн не було прийнято. 15 листопада 1900 року Аґура отримав звання генерал-майора.
2 серпня 1912 з нагоди 25-ї річниці прибуття в Болгарію, Фердинанд І присвоїв шістьом чоловікам звання генерал-лейтенанта. Аґура був одним із них. Це був перший випадок в історії Болгарського царства, коли чин генерал-лейтенанта присвоєно виконуючим обов'язки офіцерів. До того його надавали лише офіцерам запасу.
Під час Першої балканської війни 1912 — 1913 років генерал Аґура був головним військовим прокурором та начальником Військової судової частини.
Був нагороджений 14 найвищими державними орденами та медалями, шістьма міжнародними.
Помер 10 лютого 1915 у Софії.

## Гімн Царя Болгарии
Здібності Георгія Аґура виходили за межі військової справи — крім того він скдавав вірші. Один з них став гімном Царя Болгарії й діяв з 1908 по 1944 роки.
«Боже, бережи царя» (болг. «Хімн'т на Негово Величність Царя», або «Боже, Царя ні Пазі») виконувався тільки в присутності Високопреосвященства.
Текст Аґура написав у 1900 році та від початку планувався під національний гімн на заміну пісні «Шуми Маріца», яка на той момент виконувала таку функцію. Новий гімн мав бути затвердженим князєм Фердинандом І, але спроба виявилася не вдалою  — спільнота була проти заміни улюбленої «Шуми Марица».
У вересні 1908 року пісня на слова Георгія Агура та музику композитор Еммануїла Манолова була виконана на честь річниці проголошення незалежності Болгарії. Єдина відмінність, яку зазнав текст — слово «князь» було замінено на «цар». Згідно з державним протоколу гімн сім'ї Царя виконувався на урочистих церемоніях разом із «Шуми Марица».
З 9 вересня 1944 року, після повалення монархії, гімн було скасовано.

## Родина
- Василь Ґаґура (Аґура) — батько — священик, один з перших переселенців села Чушмелія, стояв біля витоків православ'я села, освіти, його будівництва та розвитку інфраструктури. Родоначальник величезного роду.[1]
- Димитар Аґура (болг. Димитър Агура; нар. 26 жовтня 1849 — пом. 11 жовтня 1911) — двоюрідний брат — болгарський історик, ректор Софійського університету.
- Агура Михайло Івановіч(нар. 5 вересня 1938) — онук племінника. Проживає у с. Криничне
- Агура Семен Михайлович правнук племінника (нар. 13 лютого 1963 г.) Проживає у с. Криничне
- Агура Іван Михайлович правнук племінника (нар. 16 березня 1970ґ.) Проживає у с. Криничне
- Янчєва Марія Іванівна — онука племінника.
- Златєв Георгій Гнатович(нар. 4 вересня 1897 — пом. 15 березня 1980) — рідний племінник генерала. За його підримки закінчив Юридичний факультет Яського університету, все життя пропрацював у м. Болгард та с. Криничне. В нього не було дітей, виховував дітей вбитого на війні брата Василя, також рідного племінника генерала. Василь Гнатович носить ім я батька генерала, як і його онук Василь Гнатович(1936 р.н.).
- Райнова(Златєва) Олена Гнатівна(нар. 24 листопада 1933) — праонучка племінника, проживає у селі Криничне.
- Златєв Василь Гнатович(нар. 8 лютого 1936 — пом. 27 березня 2007) — праонук племінника. Має дочку і сина(пом. 2014), які проживають у с. Криничне та чотирьох праонуків. Його старша праонучка, Ганна Великова, проживає у м. Софія, Болгарія.
- Чанева (Златєва) Марія Гнатівна(нар. 1 березня 1942) — праонучка племінника, проживає у селі Криничне.

## Військові звання
- 1879, 10 травня — Прапорщик
- 1882, 30 серпня — Лейтенант
- 1885, 30 серпня — Капітан
- 1887, 1 квітня — Майор
- 1891, 2 серпня — Підполковник
- 1895, 2 серпня — Полковник
- 1900, 15 листопада — Генерал-майор
- 1912, 2 серпня — Генерал-лейтенант

## Ордени та нагороди
- 1878, 1 вересня — Медаль з Георгіївсько-Андріївською смугою за участь у Російсько-турецькій війні (Російська імперія)
- 1888, 18 травня — Пам'ятний хрест, в якості головного військового прокурора, вшановуючи річницю інтронізації князя Фердинанда I
- 1880, 31 березня — Імператорський орден Святого Станіслава ІІІ ступеня (Російська імперія)
- 1902, 19 липня — Пам'ятна медаль Альфонсо XIII (Королівство Іспанія)
- 1902, 23 листопада — Орден Карлоса III (Королівство Іспанія)
- 1903, 5 липня — Великий Хрест Ордену Корони Румунії (Румунське королівство)
- 1903, 8 жовтня — Найвищий рівень Імператорського хреста (Австро-Угорщина)
- 1910, 6 червня — «Знак» Червоного Хреста Болгарії
- 1913, 5 вересня — Орден Кубинської честі та заслуг від Кубинського Червоного Хреста у Європі
- Орден «Святий Олександр» II, III та IV ступенів
- Орден «За військові заслуги» 1-го ступеню
- Орден «За заслуги»

## Пам'ять
- Меморіальна дошка братам Димитару та Георгію Аґурам на Будинку культури села Криничне — відкрита до двохсотріччя села 28 вересня 2013 року.[4]